# Yara Birkeland
El Yara Birkeland és un vaixell autònom amb capacitat per a 120 contenidors TEU que es troba en construcció, havent-se ja avarat el febrer del 2020. En el moment de l'inici, el projecte Yara Birkeland fou designat per a crear el primer concepte logístic totalment autònom del Món (des de les operacions a la planta industrial, les del port i les de la nau). El 2019, el Yara Birkeland fou un finalista per al concurs Nor-Shipping Next Generation Ship award.

## Construcció
El Yara Birkeland tindrà unes dimensions de 79,5 metres (260 peus) d'eslora, una mànega de 14,8 metres (49 peus) i una alçada de 12 metres (39 peus). Tindrà un calat de 6 metres (20 peus) a plena càrrega (3 metres en buit). Serà propulsat per motors elèctrics, impulsant dos propulsors azimutals i dos propulsors de túnel. Les bateries, amb una capacitat de 7,0-9,0 MWh mouran els motors elèctrics, tot donant una velocitat òptima de 6 nusos (11 km/h) i una velocitat màxima de 10 nusos (19 km/h). Tindrà una capacitat de 120 contenidors TEU. El Govern de Noruega donà una subvenció de 133,6 milions de NOK (11,59 milions d'euros), una tercera part del cost total, el setembre del 2017. El cost total del projecte és de 250 milions de NOK (21,67 milions d'euros).
El buc del vaixell fou avarat el febrer del 2020 a Romania, i se n'esperava l'arribada a Noruega pel maig, tot i que la crisi de la COVID-19 en va aturar els treballs.

## Operació
El Yara Birkeland fou batejat en honor dels seus propietaris: Yara International i el seu fundador, el científic norueg Kristian Birkeland. Amb un cost de 25 milions de dòlars, fou dissenyat per Marin Teknikk, amb l'equip de navegació proveït per Kongsberg Maritime.
La previsió d'entrada en servei era pel 2019, tot operant inicialment com a vaixell tripulat. El Yara Birkeland navegarà en dues rutes entre Herøya i Brevik (~7 milles nàutiques (13 km)) i entre Herøya i Larvik (~30 milles nàutiques (56 km)), portant productes químics i fertilitzant. L'operació remota estava prevista entre el 2019 i el 2020.
Es preveu que tot realitzanr aquestes rutes, i amb la seva capacitat per a 120 contenidors TEU, podrà treure de les carreteres 40.000 camions anuals. Això reduirà substancialment l'emissió de gasos contaminants (NOx i CO2) en aquella zona de Noruega.